# Фердинанд Мария Инноценц Баварский
Принц Фердинанд Мария Инноценц Баварский (нем. Ferdinand Maria Innozenz von Bayern; 5 августа 1699, Брюссель — 9 декабря 1738, Мюнхен) — австрийский военачальник.

## Биография
Третий сын курфюрста Максимилиана II Баварского и принцессы Терезы Кунегунды Польской, брат императора Карла VII и курфюрста Кельнского Клеменса Августа.
24 февраля 1719 произведен в генерал-фельдвахтмейстеры австрийской службы. В том же году по браку с дочерью пфальцграфа Нойбургского получил обширные владения в Богемии, включая Рейхштадт.
В 1721 году пожалован императором Карлом VI в рыцари ордена Золотого руна.
25 февраля 1727 произведен в генерал-фельдмаршал-лейтенанты, 29 марта 1735 в генералы кавалерии, 23 мая 1737 в генерал-фельдмаршалы.
С 1734 года был рейхсфельдцейхмейстером.
Погребен в Театинеркирхе в Мюнхене.

## Семья
Жена (5.02.1719): Мария Анна Нейбургская (1693–1751), дочь пфальцграфа Филиппа Вильгельма Августа Нойбургского и герцогини Анны Марии Франциски Саксен-Лауэнбургской.
Дети:
- Максимилиан Йозеф Франц (1720–1738)
- Клеменс Франц де Паула (19.04.1722–6.08.1770). Жена (17.01.1742): пфальцграфиня Мария Анна Пфальц-Зульцбахская (22.06.1722—25.04.1790), дочь пфальцграфа Йозефа Карла Зульцбахского и принцессы Элизабеты Августы Софии Пфальц-Нойбургской
- Терезия Эммануэла (22.07.1723—27.03.1743)

Бастард от графини Марии Адельгейды Фортунаты Барбары Элизабеты фон Шпаур унд Валёр (13.07.1693–06.1781), дочери Гвидобальда Франца фон Шпаур унд Валёр и графини Хелены Маргареты фон Волькенштейн-Тростбург, жены графа Йозефа Фердинанда фон Лойблфинга, сестры епископа Йозефа Фердинанда Гвидобальда фон Шпаура:
- Йозеф Фердинанд Мария (24.09.1718–7.12.1805), граф фон Залерн. Жена 1) (7.03.1753): графиня Мария Мехтильдис Антония Терезия Франциска фон Тёрринг-Йеттенбах (5.04.1734–10.10.1764), дочь графа Клеменса Гауденца Теодора Феликса фон Тёрринг-Йеттенбаха и Лукреции Марии Андженелли-Мальвецци; 2) (16.02.1766): графиня Мария Йозефа Терезия Вальбурга Басле де Ла-Розе (28.02.1746–5.01.1772), дочь генерал-фельдмаршал-лейтенанта графа Иоганна Каспара Басле де Ла-Розе и Иоганны Элизабеты фон Руффин